# ويليام سوندرز
ويليام سوندرز (بالإنجليزية: William Wilson Saunders)‏ (و. 1809 – 1879 م) هو عالم نبات، وعالم بقشريات الأجنحة من المملكة المتحدة لبريطانيا العظمى وأيرلندا، وكان عضوًا في الجمعية الملكية، توفي عن عمر يناهز 70 عاماً.

## جوائز
حصل على جوائز منها:
- زميل في الجمعية الملكية
- زمالة الجمعية اللينيانية اللندنية ‏.